# Chi Dưa núi
Chi Dưa núi hoặc chi Qua lâu (danh pháp khoa học: Trichosanthes), là chi thuộc họ Bầu bí (Cucurbitaceae).
Chi này có hoa màu trắng, có rìa ngoài. Quả dài, hơi mập, khi non có màu xanh, khi chín có màu mốc. Quả có thể luộc hoặc xào, ăn ngon.
Các loài cây này sinh sống ở vùng nhiệt đới và cận nhiệt đới, là loại dây leo. Phân bố trong khu vực Nam Á và Đông Nam Á. Được Carl von Linné mô tả năm 1753 trong Species Plantarum, với 4 loài là T. anguina (hiện nay coi là đồng nghĩa T. cucumerina), T. nervifolia (chưa dung giải), T. cucumerina và T. amara (hiện nay là đồng nghĩa gốc của Linnaeosicyos amara (L.) H. Schaef. & Kocyan, 2008).

## Các loài
Chi này bao gồm các loài:

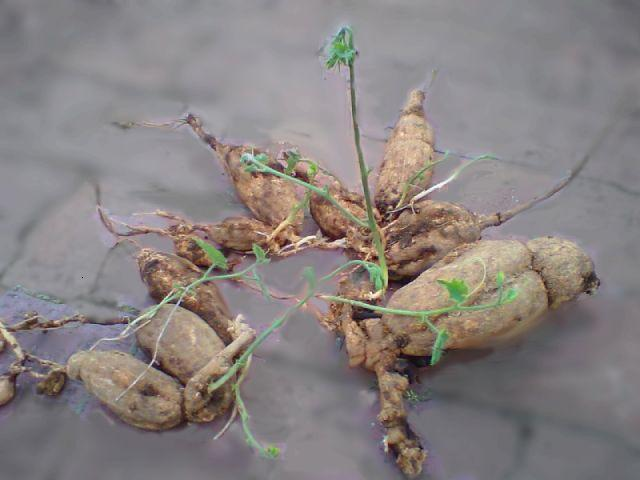
Rễ qua lâu trứng

- T. baviensis Gagnepain - qua lâu Ba Vì
- T. cordata Roxb. - qua lâu lá hình tim
- T. cucumerina L. (đồng nghĩa: T. anguina) - dưa núi, bát bát trâu, bí con rắn, mướp tây, mướp hổ.
- T. dafangensis N.G. Ye & S.J. Li - qua lâu dầu Đại Phương
- T. dioica Roxb.
- T. dolichosperma Duyfjes & Pruesapan
- T. dunniana H. Lév.
- T. emarginata Rugayah
- T. erosa Duyfjes & Pruesapan
- T. fissibracteata C.Y.Wu ex C.Y.Cheng & Yueh - qua lâu nhiều lá bắc
- T. homophylla Hayata - qua lâu lá khoai nước
- T. hylonoma Hand.-Mazz.
- T. jinggangshanica C.H. Yueh
- T. kerrii W. G. Craib
- T. kirilowii Maxim. - Qua lâu, qua lâu nhân, thảo ca, bạt bát, bạc bát, dưa trời, quát lâu
- T. laceribractea Hayata - qua lâu lá bắc xẻ, qua lâu lá bắc đều.
- T. lepiniana (Naudin) Cogn.
- T. mianyangensis C.H. Yueh & R.G. Liao
- T. odontosperma W.E.Cooper & A.J.Ford
- T. pedata Merr. & Chun - qua lâu chân chim, qua lâu chân vịt
- T. pentaphylla F.Muell. ex Benth.
- T. pilosa Lour. (đồng nghĩa: T. cucumeroides, T. ovigera, T. pierrei) - qua lâu trứng, hoa bát, qua lâu Pierre
- T. quinquangulata A. Gray
- T. quinquefolia C.Y. Wu ex C.Y. Cheng & C.H. Yueh
- T. reticulinervis C.Y. Wu ex S.K. Chen
- T. rosthornii Harms - quát lâu Trung Quốc
  - T. rosthornii var. multicirrata (C.Y.Cheng & Yueh) S.K.Chen
  - T. rosthornii var. scabrella (C.H.Yueh & D.F.Gao) S.K.Chen
- T. rubiflos Thorel ex Cayla - qua lâu hoa đỏ, tơ mua, hồng bì
- T. rugatisemina C.Y. Cheng & C.H. Yueh
- T. sericeifolia C.Y. Cheng & C.H. Yueh
- T. smilacifolia C.Y. Wu ex C.H. Yueh & C.Y. Cheng
- T. subrosea C.Y. Cheng & C.H. Yueh
- T. subvelutina F.Muell. ex Cogn.
- T. tetragonosperma C.Y. Cheng & C.H. Yueh
- T. tricuspidata Lour. - lâu xác, re to, cứt quạ lớn, dây cứt quạ, ổ quạ
- T. trìolia (L.) Blume
- T. truncata C.B. Clarke
- T. villosa Blume - do mõ, dây đỏ mỏ
- T. wallichiana (Ser.) Wight

## Y học
Ít nhất có hai loài dùng trong Đông y với tên gọi qua lâu (từ chữ Hán 瓜蒌 (qua lâu) - là quả chín khô kiệt của 栝楼 (quát lâu), được thu hái vào mùa thu. Hai loài này là:
- T. kirilowii Maxim.
- T. rosthornii Harms